# Annay (Pas-de-Calais)
Annay-sous-Lens redirige ici.
Pour les articles homonymes, voir Annay.
Annay, parfois appelée Annay-sous-Lens, est une commune française située dans le département du Pas-de-Calais en région Hauts-de-France. Ses habitants sont appelés les Annaysiens.
La commune fait partie de la communauté d'agglomération de Lens-Liévin qui regroupe 36 communes et compte 242 587 habitants en 2021

## Géographie

### Localisation
Localisée dans le sud-est du département du Pas-de-Calais, Annay est une commune située, à vol d'oiseau, à 5 km au nord-est de la commune de Lens (chef-lieu d'arrondissement).
Le territoire de la commune est limitrophe de ceux de six communes.
Les communes limitrophes sont Pont-à-Vendin, Loison-sous-Lens, Vendin-le-Vieil, Carvin, Estevelles et Harnes.

### Géologie et relief
La superficie de la commune est de 4,33 km2 ; son altitude varie de 21  à   44 mètres.

### Hydrographie
Le territoire de la commune est situé dans le bassin Artois-Picardie.
La commune est bordée, dans sa partie nord, par le canal de la Deûle.

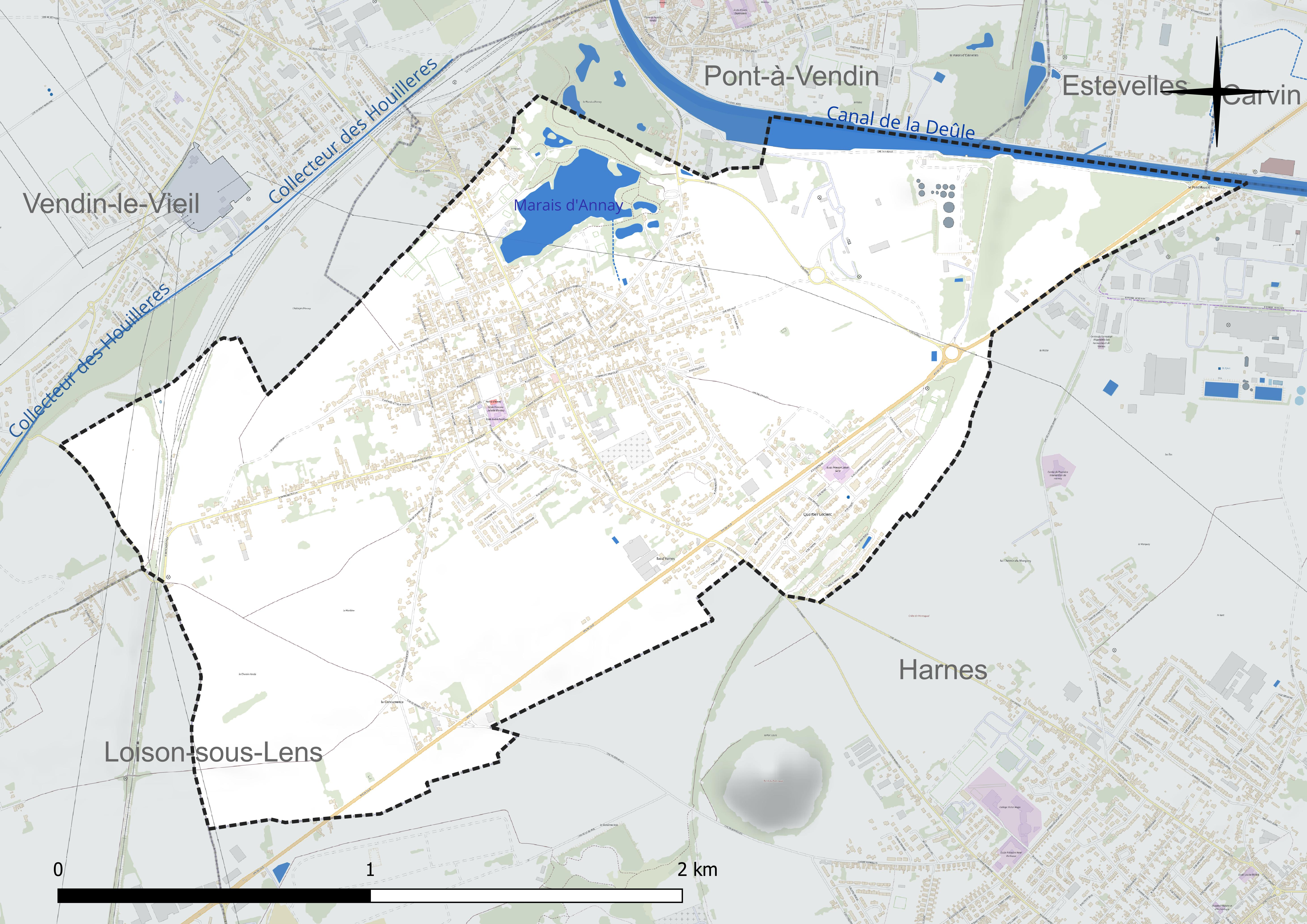
Réseau hydrographique d'Annay.

### Climat
Pour des articles plus généraux, voir Climat des Hauts-de-France et Climat du Pas-de-Calais.
En 2010, le climat de la commune est de type climat océanique dégradé des plaines du Centre et du Nord, selon une étude du CNRS s'appuyant sur une série de données couvrant la période 1971-2000. En 2020, Météo-France publie une typologie des climats de la France métropolitaine dans laquelle la commune est exposée à un climat océanique et est dans la région climatique Nord-est du bassin Parisien, caractérisée par un ensoleillement médiocre, une pluviométrie moyenne régulièrement répartie au cours de l’année et un hiver froid (3 °C).
Pour la période 1971-2000, la température annuelle moyenne est de 10,5 °C, avec une amplitude thermique annuelle de 14,3 °C. Le cumul annuel moyen de précipitations est de 723 mm, avec 12,3 jours de précipitations en janvier et 8,6 jours en juillet. Pour la période 1991-2020, la température moyenne annuelle observée sur la station météorologique la plus proche, située sur la commune de Douai à 17 km à vol d'oiseau, est de 11,0 °C et le cumul annuel moyen de précipitations est de 729,2 mm,. Pour l'avenir, les paramètres climatiques de la commune estimés pour 2050 selon différents scénarios d'émission de gaz à effet de serre sont consultables sur un site dédié publié par Météo-France en novembre 2022.

### Milieux naturels et biodiversité

#### Espace protégé et géré
La protection réglementaire est le mode d’intervention le plus fort pour préserver des espaces naturels remarquables et leur biodiversité associée.
Dans ce cadre, la commune fait partie d'un espace protégé : le terril Fort Louis et son cavalier, d’une superficie de 19,727 hectares, parcelle en maitrise d'usage. Terrain géré (location, convention de gestion) par le Conservatoire d'espaces naturels des Hauts-de-France.

#### Zone naturelle d'intérêt écologique, faunistique et floristique
L’inventaire des zones naturelles d'intérêt écologique, faunistique et floristique (ZNIEFF) a pour objectif de réaliser une couverture des zones les plus intéressantes sur le plan écologique, essentiellement dans la perspective d’améliorer la connaissance du patrimoine naturel national et de fournir aux différents décideurs un outil d’aide à la prise en compte de l’environnement dans l’aménagement du territoire.
Le territoire communal comprend une ZNIEFF de type 1 : le site du cavalier du terril no 98 d'Estevelles au terril d’Harnes, d’une superficie de 71 hectares et d'une altitude variant de 21  à   122 mètres. Le site est constitué, au nord, par le terril d'Estevelles de forme trapézoïdale, et, au sud, par le terril d’Harnes de forme conique. Les deux terrils sont reliés par un cavalier, ancienne voie ferrée, ces cavaliers sont très souvent transformés en sentier de randonnée et certains font partie de la trame verte et bleue.

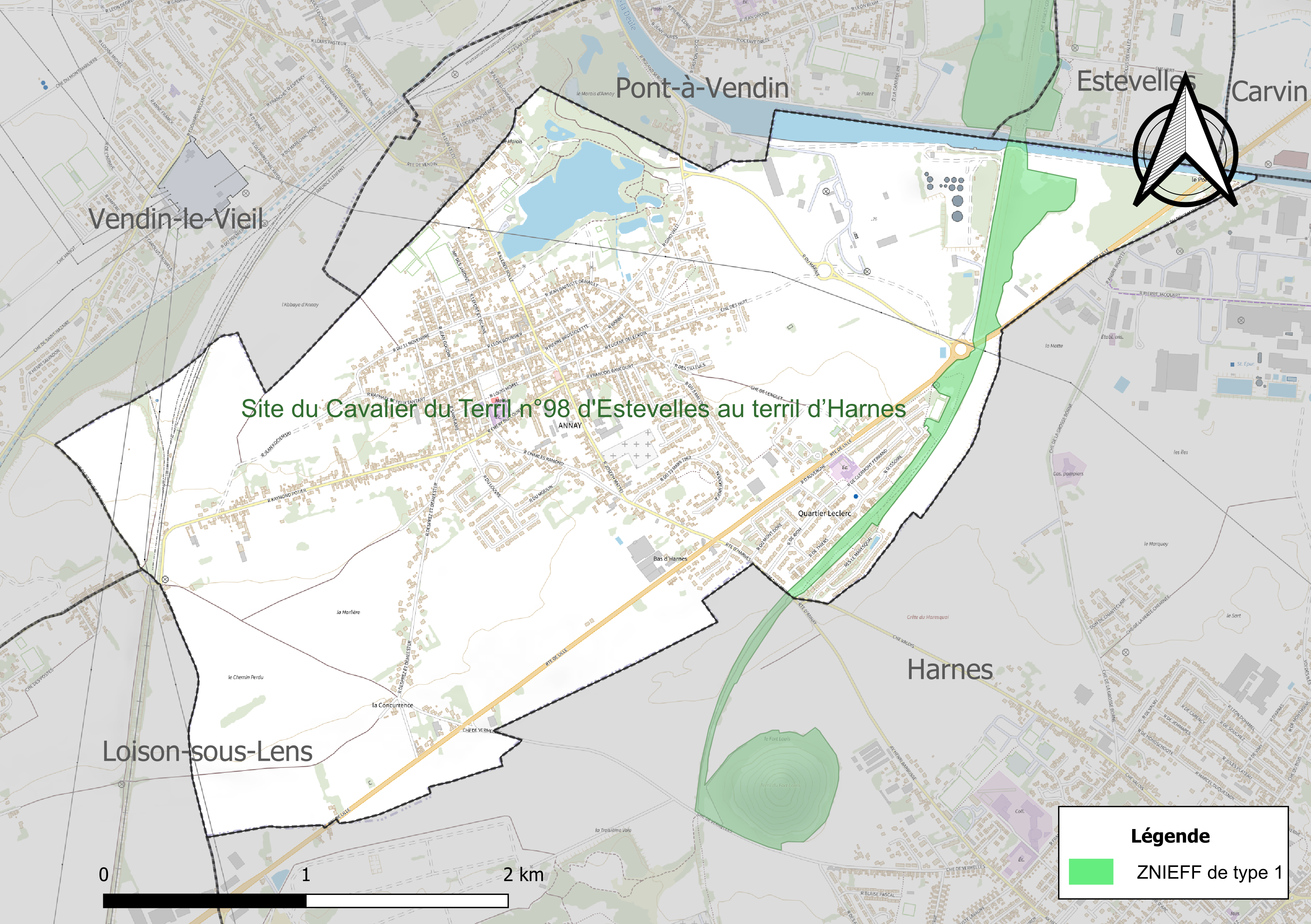
Carte de la ZNIEFF sur la commune.

## Urbanisme

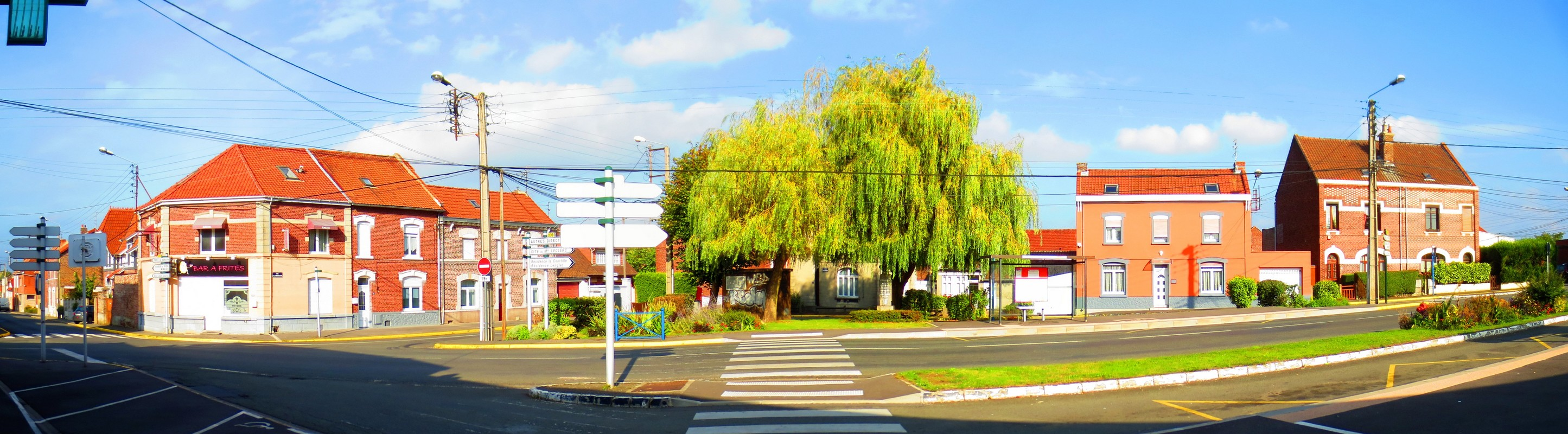
Annay.

### Typologie
Au 1er janvier 2024, Annay est catégorisée centre urbain intermédiaire, selon la nouvelle grille communale de densité à sept niveaux définie par l'Insee en 2022.
Elle appartient à l'unité urbaine de Douai-Lens, une agglomération inter-départementale regroupant 67  communes, dont elle est une commune de la banlieue,,. Par ailleurs la commune fait partie de l'aire d'attraction de Lens - Liévin, dont elle est une commune de la couronne,. Cette aire, qui regroupe 50 communes, est catégorisée dans les aires de 200 000 à moins de 700 000 habitants,.

### Occupation des sols
L'occupation des sols de la commune, telle qu'elle ressort de la base de données européenne d’occupation biophysique des sols Corine Land Cover (CLC), est marquée par l'importance des territoires artificialisés (46,1 % en 2018), en augmentation par rapport à 1990 (40,5 %). La répartition détaillée en 2018 est la suivante : 
terres arables (44,9 %), zones urbanisées (38,8 %), forêts (9 %), zones industrielles ou commerciales et réseaux de communication (7,3 %). L'évolution de l’occupation des sols de la commune et de ses infrastructures peut être observée sur les différentes représentations cartographiques du territoire : la carte de Cassini (XVIIIe siècle), la carte d'état-major (1820-1866) et les cartes ou photos aériennes de l'IGN pour la période actuelle (1950 à aujourd'hui).

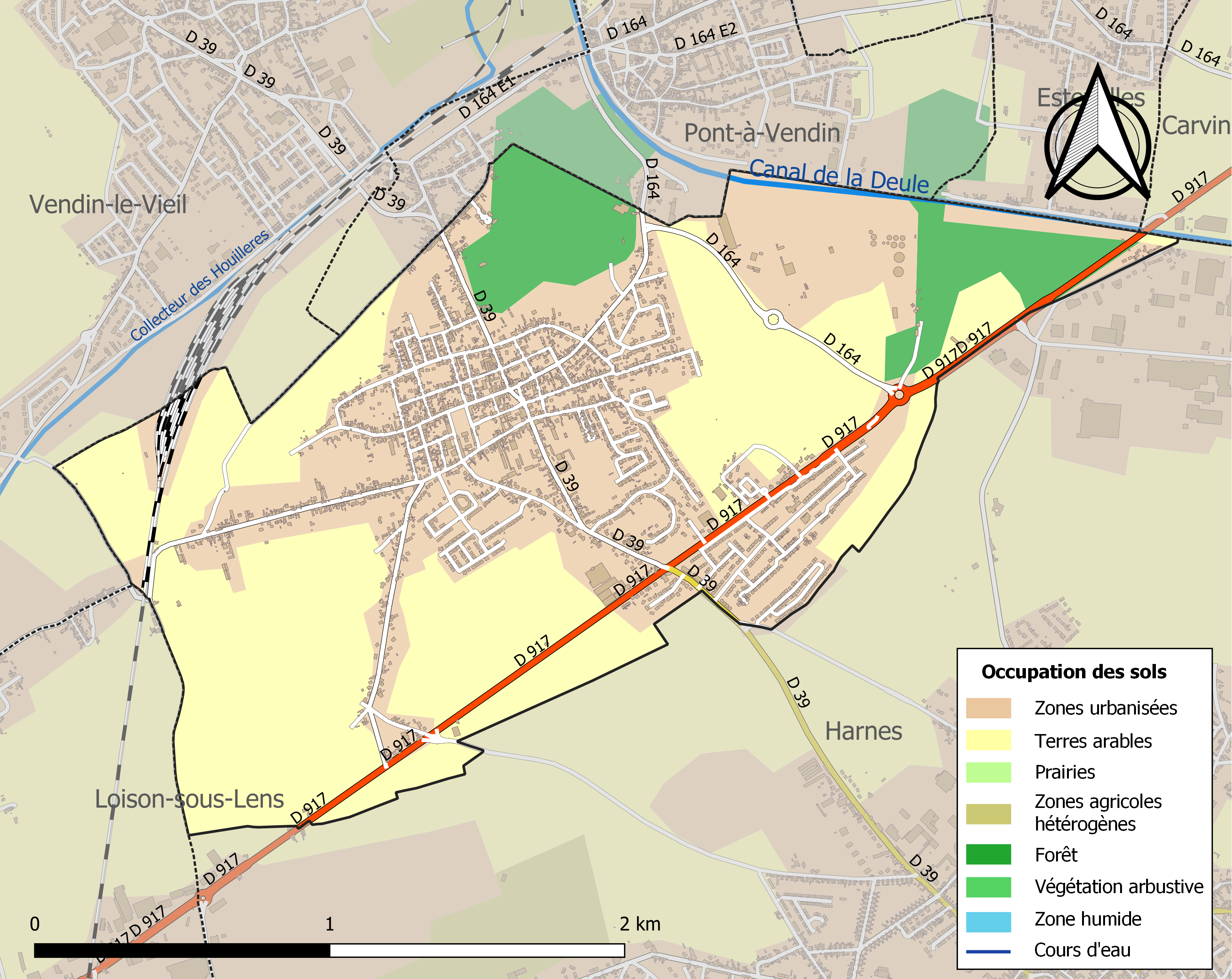
Carte des infrastructures et de l'occupation des sols de la commune en 2018 (CLC).

## Toponymie
Le nom de la localité est attesté sous les formes Aldnais entre 955-981 (ch. de Saint-Pierre de Gand, n° 25), Aldnai en 966 (annales Sancti Petri Blandin., p. 90), Adnais en 972 (Mir., t. II, p. 941), Altnai en 1037 (ch. de Saint-Pierre de Gand, n° 119), Aldnaidis en XIe siècle (annales S. Petri Blandin., p. 25), Alnai en 1198 (abb. d’Hénin, d. 1), Alnetum en 1204 (Miræus, t. III, p. 367), Ausnay en 1214 (cart. de la Brayelle, f° 274), Aunay en 1218 (ch. de Saint-Pierre de Gand, n° 447), Annai en 1254 (cart. de Marœuil, f° 121 v°), Ausnai en 1261 (censier d’Arr., f° 46), Annet en 1269 (chap. de Saint-Barthél. de Béthune), Augnoi en 1282 (cart. d’Art., A. 1, f° 9 r°), Oisnay en 1329 (cart. des chartrses de Gosnay, t. II, f° 7 r°), Annoy en 1399 (arch. du Nord, B. 1299), Alnay en 1460 (ch. de Saint-Pierre de Gand, n° 1834).
Cette commune est parfois appelée Annay-sous-Lens.

## Histoire
Jusqu'à la Révolution, le village forme avec ceux de Harnes et Loison, un comté qui dépend de l'abbaye Saint-Pierre de Gand. Son histoire est intimement liée à celle de ce comté. Celui-ci, faisant enclave dans le bailliage de Lens, dépend pendant 826 ans du monastère flamand (abbaye de Gand) qui confie la garde et la protection de ses biens de 864 à 1191 aux comtes de Flandre. Le premier est Eustache II, père de Godefroy de Bouillon.
L'origine du nom Annay s'explique par les nombreux marécages qui composaient jadis la région. En effet, Aunai ou Aulnaie signifie un lieu planté d'aulnes ou aunes. Ce sont des arbres de la famille des cupulfères qui croissent dans des lieux humides.
Annay fut visitée et sans doute habitée d'abord par les Celtes puis les Romains. Il est compris dans l'ancien pays de Scribiu ou pays de l'Escrebieux. Elle a été ravagée ainsi que sa région par les barbares vandales vers l'an 409.
En 407, Annay est ravagée par une bande de barbares qui séjourne à Pont-à-Vendin. Par sa situation géographique Annay a souffert des toutes les guerres qui désolèrent la contrée. Les rixes entre les habitants étaient fréquentes. Le village était très souvent incommodé et harcelé par les troupes en campagne qui lui causèrent de grands dommage.
En 1196, est fondée sur le territoire d'Annay l'abbaye de la Brayelle.
En 1303, Annay est incendiée deux fois par les Flamands qui venaient de battre les Français à Courtrai.
Après que Turenne y fasse camper ses troupes en 1656, le village jouit jusqu'à la guerre de Succession d'Espagne, d'un repos nécessaire.
À la fin de 1706, un fort est construit dans les marais d'Annay par les habitants, d'après les prescriptions du sieur Mortagne.
En 1709, le maréchal de Villars place son quartier général en ce village, où campe son armée. S'étant ensuite porté vers le Scarpe, il y laisse une partie de ses troupes sous les ordres du comte d'Artagnan. Heureusement la paix d'Utrecht met fin à la guerre.
En cette même année les derniers Huguenot de Annay quittent la France pour se réfugier dans le Sud-Est de la Hollande, notamment en Groede, dans le "West-Zeeuws-Vlaanderen" qui fait part de la province de Zélande. Cette famille de paysans, les Cysoing  (devenu Suwijn), originaires du village de Cysoing, consistait de 11 personnes. (Annales généalogiques de Middelburg en Zélande).
Pendant la Terreur, deux cultivateurs d'Annay, le maire et son frère, accusés d'avoir avili la société populaire de la commune et dilapidé les meubles de l'église, sont arrêtés, mais ils trouvent grâce devant le tribunal révolutionnaire. Il n'en est pas de même de la dernière abbesse du monastère d'Annay. Déclarée coupable d'avoir soustrait les meubles de l'abbaye et de s'être apitoyée sur le sort des prêtes déportés, elle est condamnée à mort et guillotinée.
Dans l'histoire d'Annay on relève l'existence sur son territoire d'un asile, de deux fabriques de sucre, d'une fabrique de chicorée, de trois brasseries et de deux briqueteries.
La commune est décorée de la croix de guerre 1914-1918 par décret du 25 septembre 1920, distinction également attribuée à 276 autres communes du Pas-de-Calais.

## Politique et administration

### Découpage territorial
La commune d'Annay se situe dans le département du Pas-de-Calais et fait partie de la région Hauts-de-France. Elle appartient à l'arrondissement de Lens.

#### Commune et intercommunalités
La commune fait partie de la communauté d'agglomération de Lens-Liévin qui regroupe 36 communes  et compte 242 587 habitants en 2021.

#### Circonscriptions administratives
La commune est rattachée au canton de Lens.

#### Circonscriptions électorales
Pour l'élection des députés, la commune fait partie de la troisième circonscription du Pas-de-Calais.

### Élections municipales et communautaires

#### Liste des maires
| Période                                  | Période                   | Identité                    | Étiquette | Qualité                                                                    |
| ---------------------------------------- | ------------------------- | --------------------------- | --------- | -------------------------------------------------------------------------- |
| Les données manquantes sont à compléter. |                           |                             |           |                                                                            |
| 1945                                     | 1947                      | Nestor Calonne              | PCF       | Ouvrier mineur, résistant Député du Pas-de-Calais (1945 → 1946)            |
| 1947                                     |                           | Aimable Duriez              |           |                                                                            |
| mars 1959                                | mars 1971                 | Nestor Calonne              | PCF       | Ouvrier mineur, ancien résistant Sénateur du Pas-de-Calais (1946 → 1958)   |
| mars 1971                                | octobre 1976 (décès)      | Victor Bondois              | PS        | Ouvrier mineur                                                             |
| 1977                                     | mars 2001                 | Étienne Jennequin           | PCF       | Retraité                                                                   |
| mars 2001                                | avril 2014                | Michèle San Vicente-Baudrin | PS        | Ancienne assistante parlementaire Sénatrice du Pas-de-Calais (2001 → 2011) |
| avril 2014                               | En cours (au 9 mars 2021) | Yves Terlat                 | PCF       | Fonctionnaire, Réélu pour le mandat 2020-2026,                             |

## Équipements et services publics

### Justice, sécurité, secours et défense
La commune dépend du tribunal de proximité de Lens, du conseil de prud'hommes de Lens, du tribunal judiciaire de Béthune, de la cour d'appel de Douai, du tribunal de commerce d'Arras, du tribunal administratif de Lille, de la cour administrative d'appel de Douai et du tribunal pour enfants de Béthune.

## Population et société

### Démographie
Ses habitants sont appelés les Annaysiens.

#### Évolution démographique
L'évolution du nombre d'habitants est connue à travers les recensements de la population effectués dans la commune depuis 1793. Pour les communes de moins de 10 000 habitants, une enquête de recensement portant sur toute la population est réalisée tous les cinq ans, les populations de référence des années intermédiaires étant quant à elles estimées par interpolation ou extrapolation. Pour la commune, le premier recensement exhaustif entrant dans le cadre du nouveau dispositif a été réalisé en 2008.

En 2022, la commune comptait 4 544 habitants, en évolution de +5,72 % par rapport à 2016 (Pas-de-Calais : −0,72 %, France hors Mayotte : +2,11 %).
| 1793 | 1800  | 1806 | 1821  | 1831  | 1836  | 1841  | 1846  | 1851  |
| ---- | ----- | ---- | ----- | ----- | ----- | ----- | ----- | ----- |
| 867  | 1 038 | 928  | 1 013 | 1 108 | 1 104 | 1 161 | 1 274 | 1 307 |

| 1856  | 1861  | 1866  | 1872  | 1876  | 1881  | 1886  | 1891  | 1896  |
| ----- | ----- | ----- | ----- | ----- | ----- | ----- | ----- | ----- |
| 1 320 | 1 439 | 1 564 | 1 614 | 1 718 | 1 841 | 1 908 | 2 036 | 2 112 |

| 1901  | 1906  | 1911  | 1921  | 1926  | 1931  | 1936  | 1946  | 1954  |
| ----- | ----- | ----- | ----- | ----- | ----- | ----- | ----- | ----- |
| 2 298 | 2 425 | 2 499 | 1 863 | 2 517 | 2 658 | 2 551 | 2 655 | 2 883 |

| 1962  | 1968  | 1975  | 1982  | 1990  | 1999  | 2006  | 2008  | 2013  |
| ----- | ----- | ----- | ----- | ----- | ----- | ----- | ----- | ----- |
| 5 064 | 5 236 | 5 139 | 4 862 | 5 132 | 4 718 | 4 432 | 4 346 | 4 228 |

| 2018  | 2022  | - | - | - | - | - | - | - |
| ----- | ----- | - | - | - | - | - | - | - |
| 4 377 | 4 544 | - | - | - | - | - | - | - |

#### Pyramide des âges
En 2018, le taux de personnes d'un âge inférieur à 30 ans s'élève à 35,9 %, soit en dessous de la moyenne départementale (36,7 %). À l'inverse, le taux de personnes d'âge supérieur à 60 ans est de 24,4 % la même année, alors qu'il est de 24,9 % au niveau départemental.
En 2018, la commune comptait 2 123 hommes pour 2 254 femmes, soit un taux de 51,5 % de femmes, égal au taux départemental (51,5 %).
Les pyramides des âges de la commune et du département s'établissent comme suit.
| Hommes | Classe d’âge | Femmes |
| ------ | ------------ | ------ |
| 0,4    | 90 ou +      | 0,7    |
| 4,8    | 75-89 ans    | 7,9    |
| 16,7   | 60-74 ans    | 18,0   |
| 19,3   | 45-59 ans    | 20,2   |
| 21,9   | 30-44 ans    | 18,1   |
| 16,9   | 15-29 ans    | 16,1   |
| 20,0   | 0-14 ans     | 19,0   |

| Hommes | Classe d’âge | Femmes |
| ------ | ------------ | ------ |
| 0,5    | 90 ou +      | 1,6    |
| 5,6    | 75-89 ans    | 8,9    |
| 16,7   | 60-74 ans    | 18,1   |
| 20,2   | 45-59 ans    | 19,2   |
| 18,9   | 30-44 ans    | 18,1   |
| 18,2   | 15-29 ans    | 16,2   |
| 19,9   | 0-14 ans     | 17,9   |

## Économie

### Revenus de la population et fiscalité
En 2019, dans la commune, il y a 1816 ménages fiscaux qui comprennent 4574 personnes pour un revenu médian disponible par unité de consommation de 19 330 euros, soit inférieur au revenu médian de la France métropolitaine qui est de 21 930 euros. La part des ménages fiscaux imposés est de 48 % (57,6 % en France métropolitaine),.

## Culture locale et patrimoine

### Lieux et monuments

L'église Saint-Amé.

- Un Camus-haut, vestige d'une cité bien plus grande bâtie pour les mineurs de la fosse no 24 - 25, est inscrit le 30 juin 2012 au patrimoine mondial de l'Unesco[36].

Ce bâtiment fait l’objet d’une inscription au titre des monuments historiques depuis le 16 février 2023.
- L'église Saint-Amé qui date de 1958.
- L'ancienne abbaye de la Brayelle.
- Le monument aux morts[38].

### Héraldique
| Blason de Annay | Blason  | Tranché: au 1) d’argent ondé de sable et au 2) de gueules, à la cotice d’azur chargé de six fleurs de lys d’or posées à plomb brochant sur la partition. |
| Blason de Annay | Détails | Le statut officiel du blason reste à déterminer. |

## Pour approfondir